# Charles Morerod
Charles Morerod OP (ur. 28 października 1961 w Riaz) – szwajcarski duchowny katolicki, od 2011 biskup diecezjalny Lozanny, Genewy i Fryburga, sekretarz generalny Międzynarodowej Komisji Teologicznej oraz rektor Papieskiego Uniwersytetu Świętego Tomasza z Akwinu w latach 2009-2011.

## Życiorys
30 kwietnia 1988 otrzymał święcenia kapłańskie w zakonie dominikanów. Po krótkim stażu wikariuszowskim rozpoczął pracę jako wykładowca na uniwersytecie we Fryburgu. Od 1996 był pracownikiem Papieskiego Uniwersytetu Świętego Tomasza z Akwinu, a w latach 2003-2009 był dziekanem tamtejszego wydziału filozofii.
22 kwietnia 2009 został mianowany przez Benedykta XVI sekretarzem generalnym Międzynarodowej Komisji Teologicznej, a 2 września 2009 rektorem Papieskiego Uniwersytetu Świętego Tomasza z Akwinu.
3 listopada 2011 został mianowany biskupem diecezjalnym Lozanny, Genewy i Fryburga. Sakry biskupiej udzielił mu 11 grudnia 2011 kardynał Georges Cottier. W latach 2012–2015 był wiceprzewodniczącym Konferencji Episkopatu Szwajcarii. W latach 2016–2019 był przewodniczącym Konferencji Episkopatu Szwajcarii. Funkcję tę pełni ponownie od 1 stycznia 2025.